# Kanana Community
Kanana Community är en gemenskap i Lesotho.   Den ligger i distriktet Berea, i den nordvästra delen av landet, 20 km nordost om huvudstaden Maseru.